# Juan Manuel Varea
Juan Manuel Varea (Buenos Aires, 23. ožujka 1986.) umirovljeni je argentinski nogometaš koji je igrao na poziciji napadača.

## Nagrade i priznanja
U siječnju 2010. je proglašen najboljim stranim nogometašem u Bosni i Hercegovini.
Na 11. memorijalnom turniru Gojko Šušak 2010. u Širokom Brijegu proglašen je za najboljeg igrača turnira.

## Vanjske poveznice
- Profil, Transfermarkt